# جيش مانشوكو الإمبراطوري
جيش مانشوكو الإمبراطوري أو جيش مانشوريا الأمبراطوري كان القوة البرية للجيش في دولة مانشوكو ، وهي دولة عميلة أنشأتها الإمبراطورية اليابانية في منشوريا، وهي منطقة تقع في شمال شرق الصين. تم إستخدام هذه القوة في المقام الأول لمحاربة المتمردين الشيوعيين والقوميين في مانشوكو ولكنها شاركت أيضًا في المعارك ضد الجيش الأحمر السوفييتي في عدة مناسبات. كانت تتألف في البداية من قوات الجيش الثوري الوطني بقيادة «المارشال الشاب» تشانغ شيوليانغ الذين تم تجنيدهم بعد الغزو الياباني لمنشوريا، لكنه توسع في نهاية المطاف ليشمل متطوعين ومجندين جدد. زاد حجم الجيش الإمبراطوري من حوالي 111,000 جندي في عام 1933 إلى قوة تقدر بما بين 170,000 و 220,000 جندي في ذروته في عام 1945، وكان يتألف من الصينيين الهان، والمانشو ، والمغول ، والكوريين ، واليابانيين ، والروس البيض . طوال فترة وجوده، كانت غالبية قواتها تعتبر غير موثوقة في نظر الضباط والمستشارين اليابانيين، بسبب ضعف التدريب وانخفاض الروح المعنوية.

## التاريخ

### التأسيس

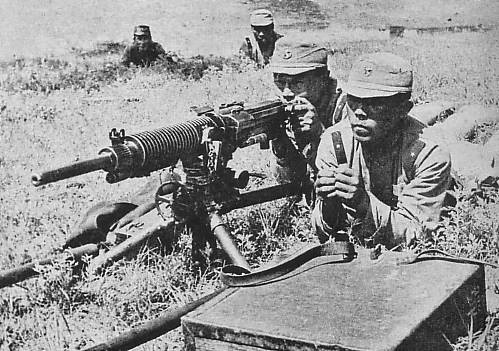
تدريبات عسكرية لجيش مانشوكو الإمبراطوري.

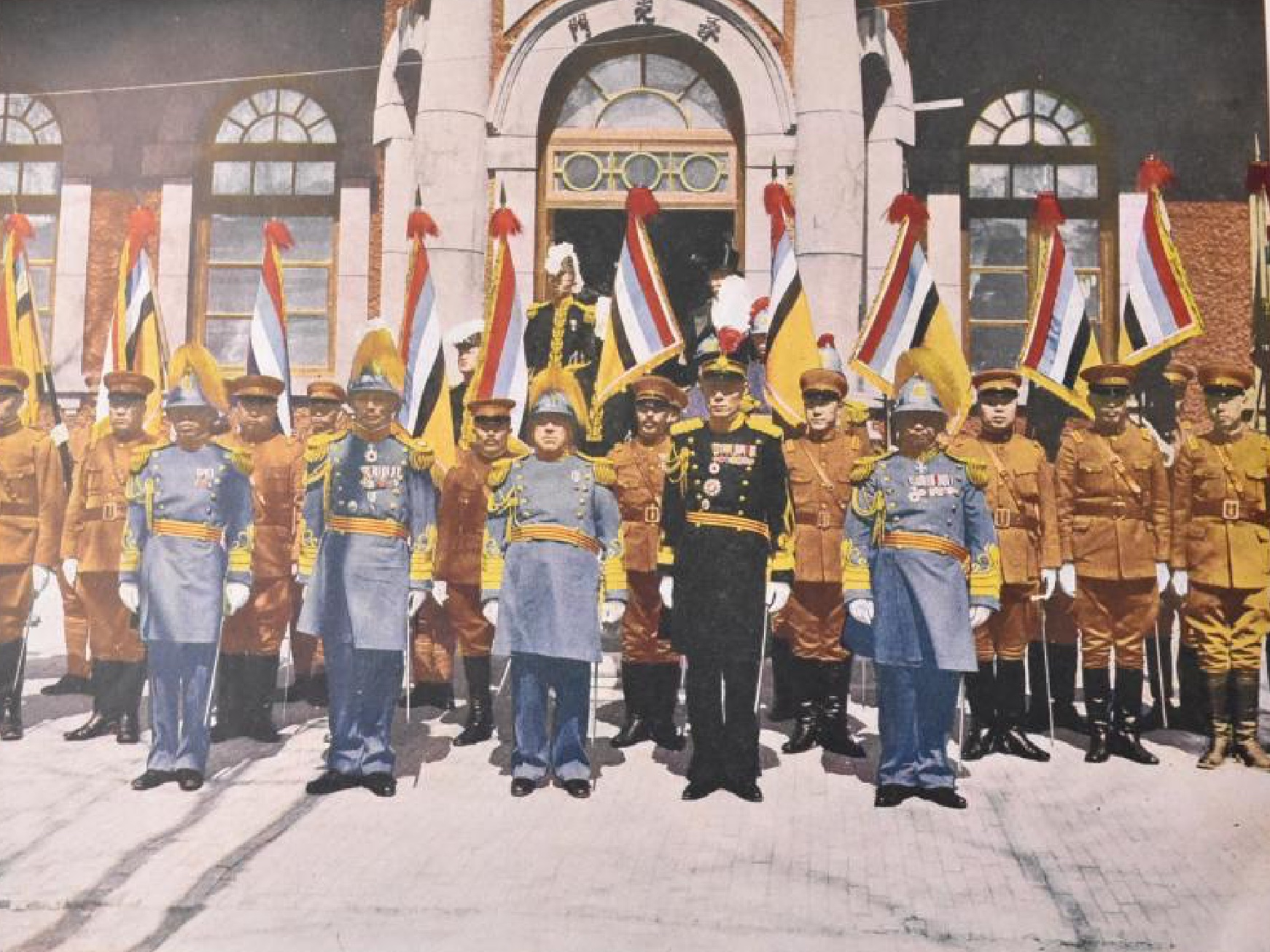
جنرالات الجيش الإمبراطوري مانشوكو.

بعد الغزو الياباني لمنشوريا في سبتمبر/أيلول 1931 وإنشاء دولة مانشوكو في 18 فبراير/شباط 1932، بدأ جيش كوانتونغ الياباني في تشكيل جيش لمساعدتهم في السيطرة على الأراضي الجديدة. تأسست القوات المسلحة المانشوكوية رسميًا بموجب قانون الجيش والبحرية الصادر في 15 أبريل 1932م للحفاظ على النظام في الدولة الجديدة. كان الإمبراطور السابق «بوئي» من سلالة تشينغ، القائد الأعلى للقوات البرية والبحرية والجوية. جاء المجندون الأوائل للجيش الإمبراطوري من القوات القومية الصينية السابقة في جيش تشانغ شيوليانغ ، أمير الحرب الذي حكم منشوريا قبل الغزو الياباني. استسلمت أعداد كبيرة من الجنود الصينيين للجيش الإمبراطوري الياباني وتم تجنيدهم في جيش مانشوريا الجديد. استسلم حوالي 60 ألفًا من هذه القوات، وتم استيعاب المزيد منهم لاحقًا في الجيش الإمبراطوري. ومن بين المجندين الآخرين مجموعات قطاع الطرق المحليين والمتطوعين.
تلقت العديد من القوات القومية التي خدمت سابقًا تحت قيادة المارشال الشاب تشانغ شيوليانغ تدريبًا سيئًا ولم يكن لديهم ولاء لأي شخص، وكانت نسبة كبيرة منهم مدمنين للأفيون. ونتيجة لذلك، اعتبر اليابانيون الجيش الجديد غير موثوق إلى حد كبير، ولكنهم قرروا توظيف قوات تشانغ شيوليانغ السابقة لأنها شكلت جيشًا كبيرًا عدديًا ومدربًا بالفعل (وإن كان ضعيفًا). كان أداءهم ضد مجموعات قطاع الطرق بائساً. وقيل إنه في مايو/أيار 1932 تعرضت وحدة من جنود مانشوكو قوامها 2,000 جندي «للمطاردة مثل الغنم» من قِبل مجموعة من الخارجين عن القانون الذين كانوا يعملون ضدهم. وقد تجلى افتقارهم إلى الولاء للنظام الجديد من خلال العدد الكبير من التمردات التي حدثت في تلك السنوات. في أغسطس/آب 1932، فرّت وحدة مكونة من حوالي 2000 رجل من حاميتهم في «ووكيميهو»، وحملوا أسلحتهم إلى المتمردين المناهضين لليابان. وعلى نحو مماثل، ثار فوج الفرسان السابع بأكمله في نفس الوقت تقريبًا وانضم إلى الثوار أيضًا. وفقًا للضباط اليابانيين، كانت هناك حالات عديدة حيث أعطى جنود مانشوكو أسلحتهم للأعداء الذين أُرسلوا لمهاجمتهم.
في شكله الأول، تم تنظيم جيش مانشوكو الإمبراطوري في سبعة جيوش حرس إقليمية (واحد لكل مقاطعة)، بإجمالي عدد حوالي 111 ألف رجل. تم إنشاء لواء فرسان مستقل لتوفير حامية للعاصمة «هسينكينج» ، وتم تشكيل الحرس الإمبراطوري المانشوكي في فبراير 1933 من رجال من أصول عرقية المانشو كجزء من حامية العاصمة لتوفير الحماية للإمبراطور بويي وكبار المسؤولين الحكوميين. كان اليابانيون يعتزمون استبدال قوات تشانغ شيوليانغ السابقة غير الموثوقة بقوات دربتها اليابان وحكومة مانشوكو بمجرد أن تسمح الظروف بذلك. وكجزء من هذه الجهود، صدر قانون جديد في عام 1934 ينص على أن أولئك الذين دربتهم حكومة مانشوكو فقط هم الذين يمكنهم العمل كضباط. تم ذلك بهدف إزالة الضباط القوميين السابقين الذين كانوا في قوات تشانغ شيوليانغ وكسر تقاليد أمراء الحرب.
في عام 1938، تم إنشاء الأكاديميات العسكرية في «موكدين» و«شينجين» من أجل تزويد الجيش الإمبراطوري بقوات أكثر موثوقية. تم افتتاح مدرسة مركزية لتدريب الضباط الصغار في موكدين. تخرجت أول دفعة من الضباط البالغ عددهم 200 ضابط في نوفمبر 1938، تلاها 70 آخرون في يناير 1939. وفي عام 1940 تخرجت دفعة أخرى ضمت 97 طالباً. لكن بعد ذلك، انخفض عدد المتطوعين الأصليين وقبلت المدرسة 174 مجندًا يابانيًا، ذهبوا للخدمة في جيش مانشوكو والاحتياطيات اليابانية. في يوليو 1938، أقامت الأكاديمية العسكرية في شينجين حفل تخرج أول دفعة من الضباط، حيث ضمت 34 طالباً. بالإضافة إلى ذلك، تم إنشاء مدرسة إشارات، ومدرسة طبية، ومدرسة لتدريب الدرك في مانشوكو. في عام 1934، تم إنشاء أكاديمية عسكرية خاصة للمغول العرقيين، حيث استقبلت 100 طالب لدورة تدريبية مدتها عامان. وتضمنت الدورة دروسًا دينية ودروسًا أخرى لتعزيز الروح الوطنية المنغولية لدى الطلاب. تخرجت هذه الدفعة الأولى في أواخر ثلاثينيات القرن العشرين.

### الدفاع عن الحدود

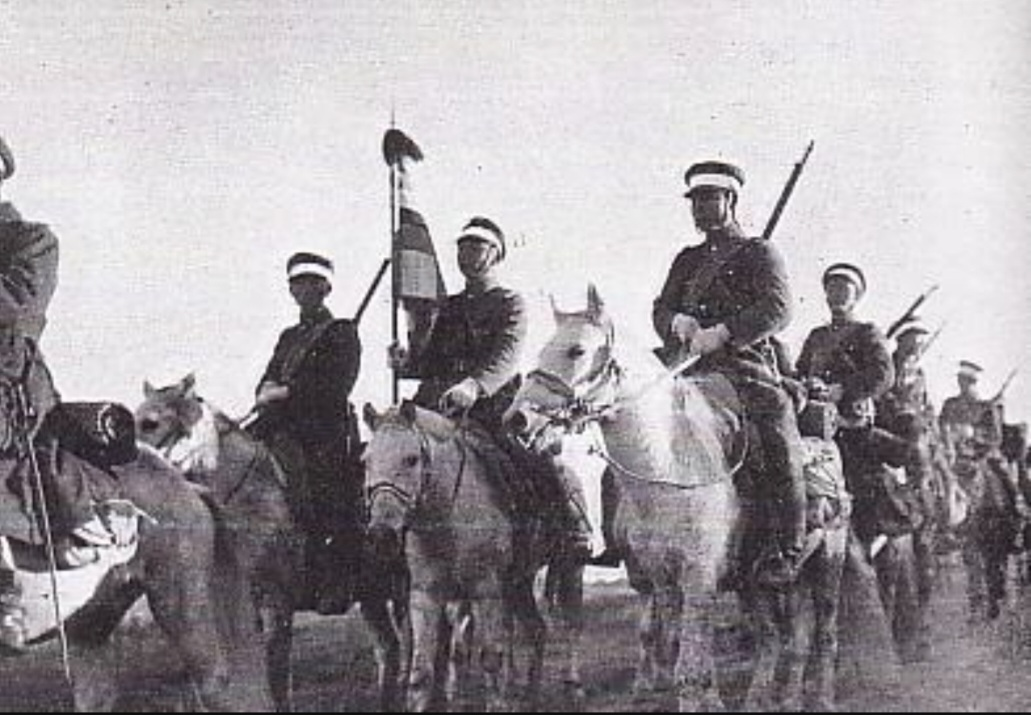
سلاح الفرسان في جيش إمبراطوري مانشوكو

عندما رفضت الحكومة القومية أن يصبح سور الصين العظيم الحدود الجديدة بين مانشوكو والصين، شن جيش كوانتونغ الياباني غزوًا لمقاطعة ريهي الصينية. وكان هناك دعم لهذه القوة من عدة وحدات من جيش مانشوكو الإمبراطوري، والذي بلغ مجموع تعداده حوالي 42 ألف رجل، تحت قيادة الجنرال تشانغ هاي بينغ . استمرت المعارك لمدة شهر تقريبًا، من 23 فبراير إلى 28 مارس 1933. وذكرت تقارير إخبارية غربية أن بعض وحدات مانشوكو قاتلت بشكل جيد إلى حد ما، حيث تمكنت إحدى الوحدات من أسر 5,000 جندي صيني.
عندما اندلعت الحرب الصينية اليابانية الثانية في يوليو 1937، هاجمت وحدات الجيش القومي الصيني مانشوكو، وردًا على ذلك تم تعبئة الجيش الإمبراطوري جزئيًا. تم نشر عدة وحدات على طول الحدود. وقد وقعت بعض الاشتباكات مع القوات القومية طوال شهر أغسطس، وفي معظم الحالات انتهى الأمر بالهزيمة للمانشوكويين. وقد أدى وصول العقيد الياباني «ميساكي» الذي تولى قيادة وحدات مانشوكو إلى تحسن الوضع إلى حد ما. تحسن أداءهم خلال القتال، ولكنهم تكبدوا خسائر كبيرة على الرغم من ذلك. خسر الجيش الإمبراطوري 60 قتيلاً و143 مفقودًا أثناء القتال.
شهد جيش مانشوكو الإمبراطوري بعض العمليات ضد الاتحاد السوفييتي أثناء الصراعات الحدودية السوفييتية اليابانية ، والتي دارت أحداثها إلى حد كبير في منطقة منشوريا. وعندما وقعت معركة بحيرة خاسان في صيف عام 1938، استخدمت وحدات مانشوكو بشكل رئيسي كاحتياطيات ولم تشهد سوى القليل من القتال، ويقال إن بعض الأفواج تمردت أثناء المعركة. في مايو/أيار 1939، اندلعت مناوشات بين سلاح الفرسان المنغولي (كانت منغوليا حليفة للاتحاد السوفييتي) وقوات مانشوكو. تصاعدت المعركة مع استقدام كلا الجانبين التعزيزات، وبعد أربعة أشهر من القتال انتهت معركة خالخين غول بهزيمة لليابان ومانشوكو. شارك في المعركة حوالي 18 ألفًا من سكان مانشوكو، معظمهم من فرسان فوجي الفرسان السابع والثامن. وقد تم الاحتفاظ بهم في البداية كاحتياطي، ثم تم إرسالهم إلى الخطوط الأمامية في يوليو/تموز بعد وقت قصير من تعزيزهم إلى قوة الفرقة. تمركزت هذه الوحدات على الجانب الأيسر لجيش كوانتونغ أثناء تقدمه نحو نهر خالخين غول . تم بعد ذلك إرسال فوج الفرسان الأول إلى المعركة في القطاع الشمالي في أغسطس عندما تدهور الوضع بالنسبة لليابانيين. على الرغم من أن وحدات مانشوكو لم يكن أداؤها جيدًا بشكل عام، إلا أن جيش كوانتونغ اعتمد عليها بسبب يأسه من القوى العاملة. بعد المعركة، رأي اليابانيون أن جيش إمبراطورية مانشوكو كان أداؤه جيدًا ورأوا سببًا لتوسيعه.

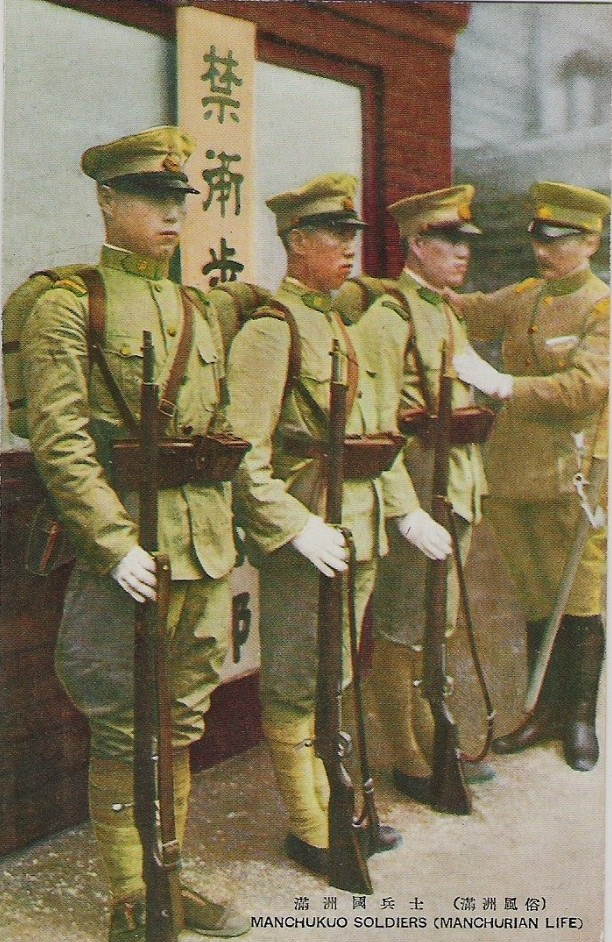
جنود جيش مانشوكو الإمبراطوري